# Margarethenkirche (Roßfeld)

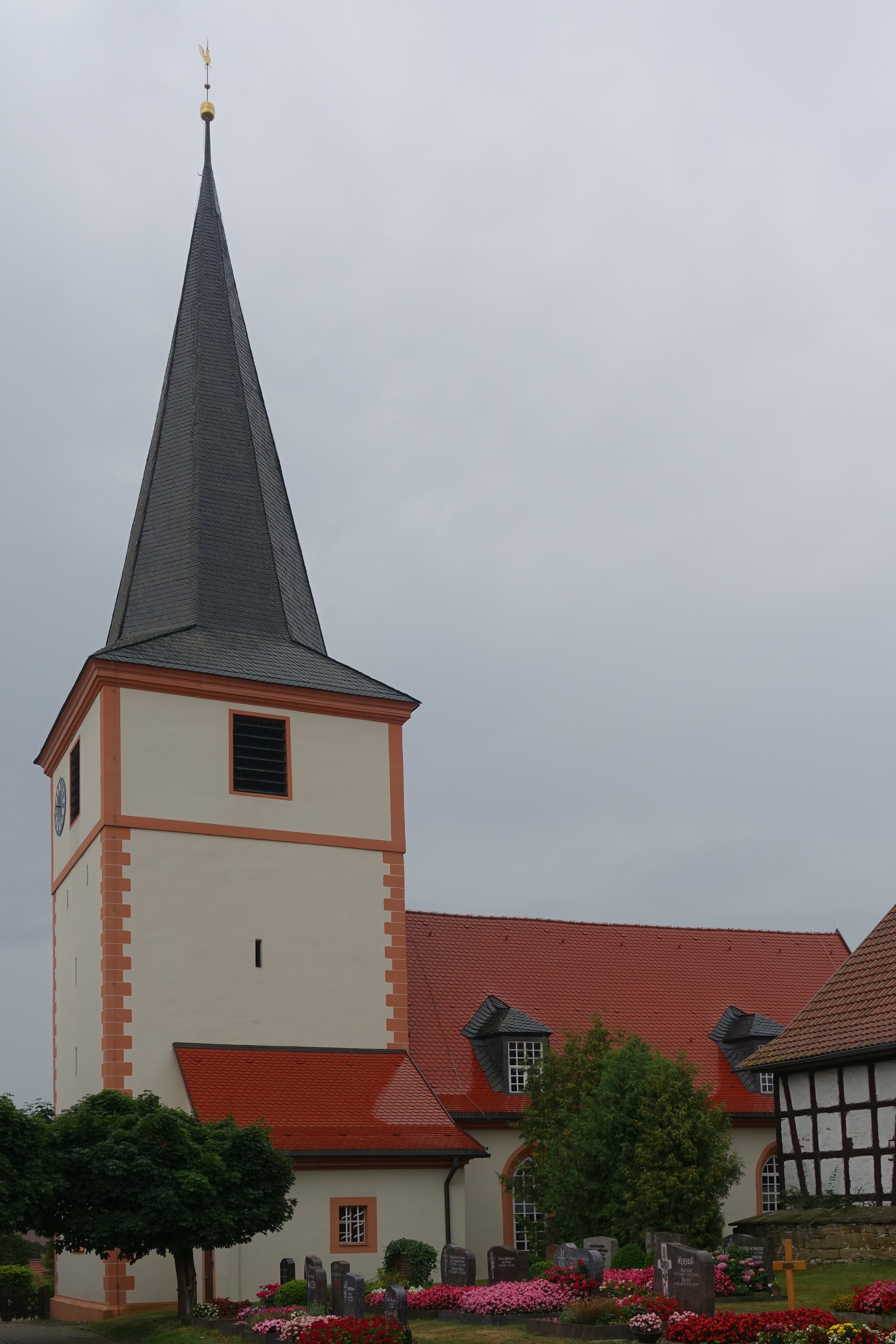
Margarethenkirche

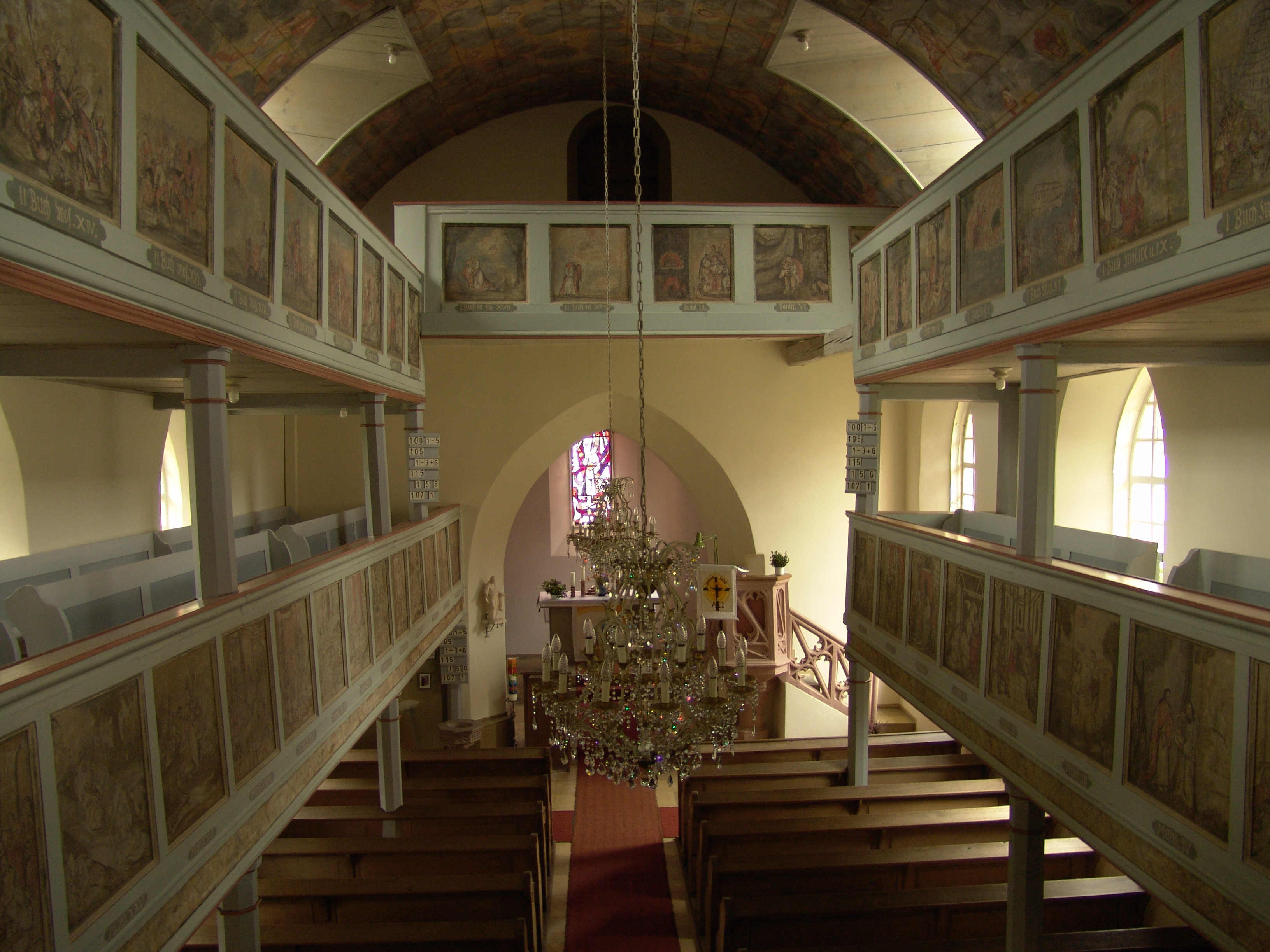
Innenansicht

In Roßfeld, einem Gemeindeteil von Bad Rodach, befindet sich in der Streufdorfer Straße 14 die evangelisch-lutherische Kirche St. Margareta. Sie steht unter Denkmalschutz. Schutzpatronin ist Margareta von Antiochia.

## Geschichte
Roßfeld wurde 1234 zum ersten Mal urkundlich erwähnt, die Kirche 1350. Der Chorraum stammt aus dieser Zeit. Vermutlich wurde die Kirche von dem damals hier ansässigen Adelsgeschlecht Heßberg gestiftet, da deren Wappen auf einer der Konsolen im Chorraum steht. Von diesem Bauwerk sind nur noch die Außenwände erhalten. Schon etwas jünger ist das Taufbecken von 1596. Im Dreißigjährigen Krieg brannte die Kirche innen aus. Am 6. Juni 1651 löste sich die Kirchengemeinde Roßfeld mit Rudelsdorf von Bad Rodach und wurde eigenständig. Seit dem 1. September 2014 gehört die Kirchengemeinde Roßfeld-Rudelsdorf zur Pfarrei Elsa.

## Baubeschreibung
1661 wurde eine neue Kanzel eingebaut, 1750 das Langhaus umgebaut. Es wurden Emporen und ein flaches Tonnengewölbe in die Saalkirche eingebaut. 1766 wurde der Turmhelm erneuert. 1847 wurden die Gemälde an der Decke und den Brüstungen der Emporen unter einer Putzschicht verborgen. Bei der Renovierung in den 1950er Jahren wurden sie wieder freigelegt und restauriert. An der Decke ist die Dreifaltigkeit dargestellt. Die Bilder der oberen Empore geben Geschichten aus dem Alten Testament wieder, die der unteren beschreiben Evangelien des Neuen Testaments. Bei der Renovierung wurde der Chorraum neu gestaltet. Der ehemalige Hochaltar wurde durch einen Tischaltar ersetzt.
Im Kirchturm hängen drei Glocken. Seit 1674 ruft die große Glocke zum Gottesdienst. 1716 kam die zweite Glocke hinzu, 1766 eine dritte. Die dritte wurde am Ende des Ersten Weltkrieges zur Gewinnung von Buntmetall zerschlagen. Eine neue dritte Glocke hängt seit 1982 im Turm.